# كاسي كوت
كاسي كوت (بالإنجليزية: Casey Cott)‏ هو ممثل أمريكي، والمعروف عن دوره كيفن كيلر في مسلسل ريفرديل.

## روابط خارجية
- كاسي كوت على موقع IMDb (الإنجليزية)
- كاسي كوت على موقع روتن توميتوز (الإنجليزية)
- كاسي كوت على موقع ألو سيني (الفرنسية)
- كاسي كوت على موقع قاعدة بيانات الفيلم (الإنجليزية)